# Sự nghiệp điện ảnh của Julia Roberts

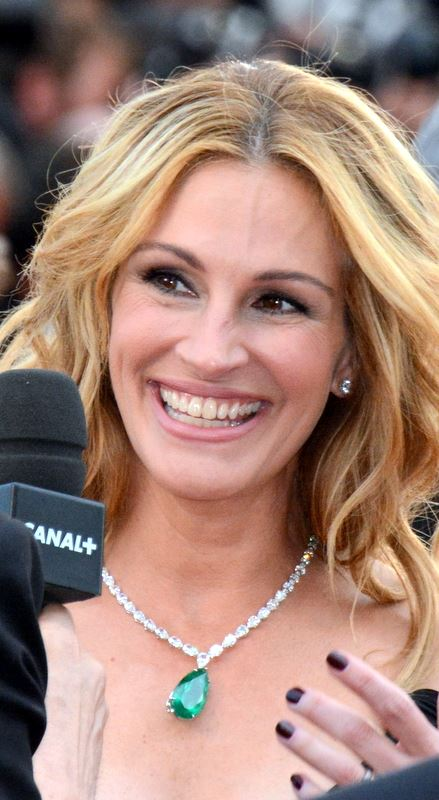
Roberts tại buổi công chiếu Money Monster ở Liên hoan phim Cannes 2016

Julia Roberts là nữ diễn viên và nhà sản xuất người Mỹ, khởi nghiệp từ bộ phim phát hành video Firehouse (1987). Roberts bứt phá vào năm kế tiếp bằng vai diễn trong bộ phim thiếu niên Mystic Pizza (1988). Vai phụ trong bộ phim hài chính kịch Steel Magnolias (1989) giúp cô thắng giải Quả cầu vàng cho "Nữ diễn viên điện ảnh phụ xuất sắc nhất". Roberts xuất hiện bên cạnh Richard Gere trong bộ phim lãng mạn hài hước Pretty Woman (1990). Bộ phim ước tính bán ra hơn 42 triệu vé tại khu vực Bắc Mỹ—con số lớn nhất của một bộ phim hài lãng mạn tại Hoa Kỳ, tính đến năm 2014. Với vai diễn này, Roberts giành giải Quả cầu vàng cho "Nữ diễn viên phim ca nhạc hoặc phim hài xuất sắc nhất". Năm 1991, cô lộ diện trong phim tâm lý Sleeping with the Enemy vào vai Tinker Bell trong bộ phim phiêu lưu giả tưởng Hook. Hai năm sau, Roberts nhận vai chính trong bộ phim ly kỳ The Pelican Brief, một phiên bản chuyển thể từ cuốn tiểu thuyết cùng tên của John Grisham. Cuối thập niên 1990, cô tham gia vai chính trong nhiều bộ phim hài lãng mạn, bao gồm My Best Friend's Wedding (1997), Notting Hill (1999) và Runaway Bride (1999).
Năm 2000, Roberts hóa thân vào một nhà hoạt động môi trường cùng tên trong bộ phim tiểu sử của đạo diễn Steven Soderbergh Erin Brockovich. Cô là nữ diễn viên đầu tiên nhận thù lao 20 triệu đô-la Mỹ trong một bộ phim. Vai diễn của Roberts mang về giải Oscar cho "Nữ diễn viên chính xuất sắc nhất", giải BAFTA cho "Nữ diễn viên chính xuất sắc nhất" và giải Quả cầu vàng cho "Nữ diễn viên phim chính kịch xuất sắc nhất". Năm kế đến, cô xuất hiện trong phim hài lãng mạn America's Sweethearts (2001) và tái hợp với Soderbergh trong bộ phim hài làm lại Ocean's Eleven (2001). Roberts đồng ý diễn xuất trong phim chính kịch Mona Lisa Smile (2003) với thù lao 25 triệu đô-la Mỹ, một kỷ lục cho một nữ diễn viên lúc bấy giờ. Tiếp đến, cô lộ diện trong phim hài lãng mạn Closer (2004) và phim tiếp nối của Ocean's Eleven, Ocean's Twelve (2004). Năm 2006, cô lồng tiếng trong hai bộ phim hoạt hình The Ant Bully và Charlotte's Web. Roberts đóng trong phim hài kịch đen August: Osage County (2013), giúp cô giành một đề cử Giải Oscar cho "Nữ diễn viên phụ xuất sắc nhất".
Roberts lần đầu xuất hiện trên truyền hình trong loạt phim chính kịch Crime Story năm 1987. Vào năm 1988, cô góp mặt trong loạt phim chính kịch tội phạm Miami Vice và phim truyền hình Baja Oklahoma. Năm 1996, Roberts là nhân vật khách mời trong loạt phim hài kịch tình huống Friends. Vai diễn của cô trong phim hình sự Law & Order năm 1999 mang về một đề cử giải Emmy cho "Diễn viên khách mời phim chính kịch hay nhất". Tính đến 2014, cô là giám đốc sản xuất của loạt phim American Girl. Ba bộ phim đầu tiên ra mắt trên truyền hình, trong khi bộ phim thứ tư,  Kit Kittredge: An American Girl công bố tại rạp chiếu vào năm 2008. Năm 2014, Roberts thuyết minh trong một tập phim tài liệu Makers: Women Who Make America và giành một đề cử giải Emmy cho "Nữ diễn viên phụ trong phim ngắn nổi bật" với vai diễn trong phim truyền hình The Normal Heart.

## Điện ảnh

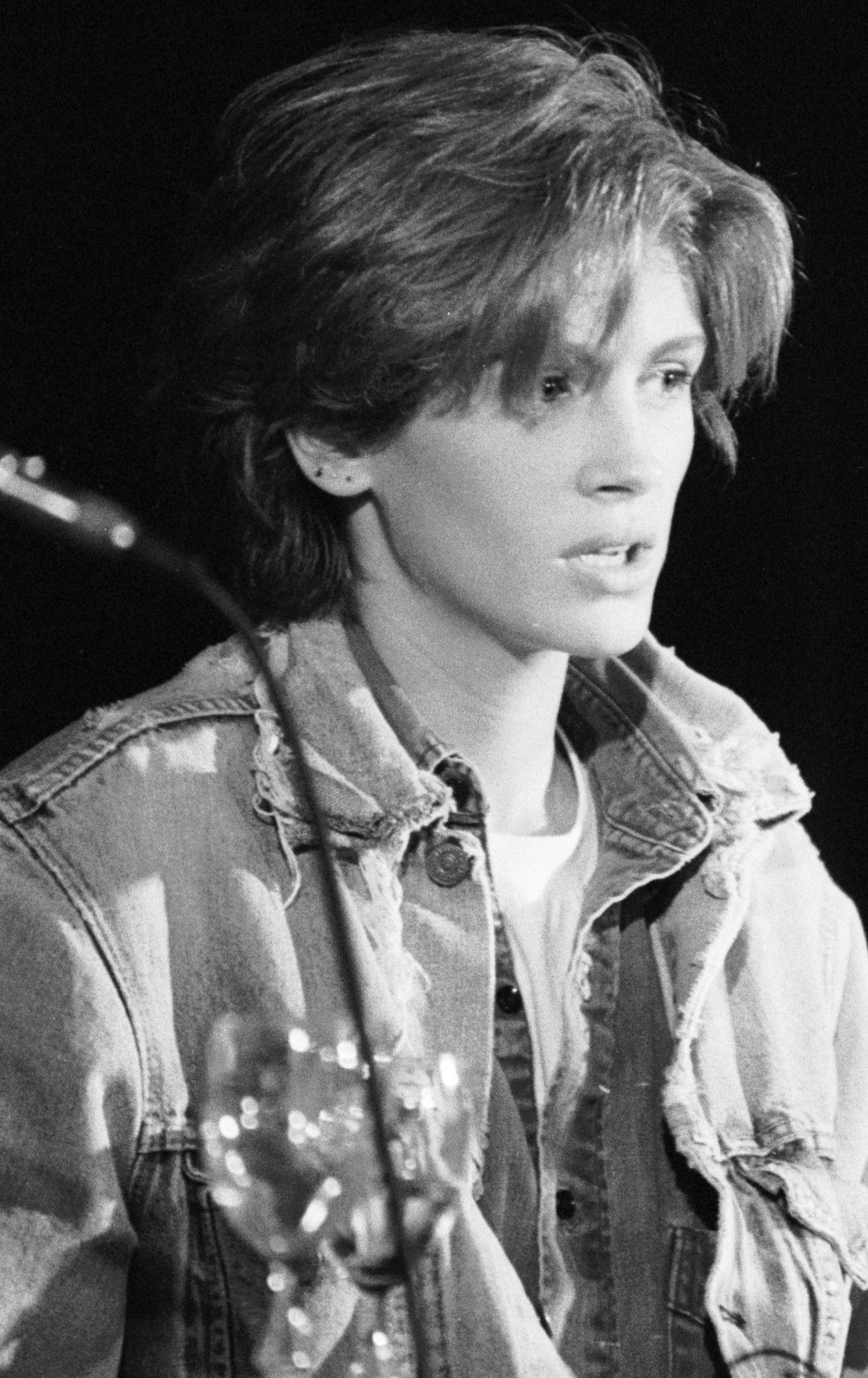
Roberts trong Liên hoan phim Mỹ ở Deauville năm 1990

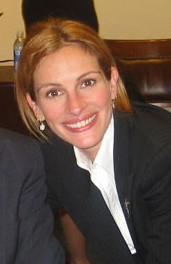
Roberts vào tháng 5 năm 2002

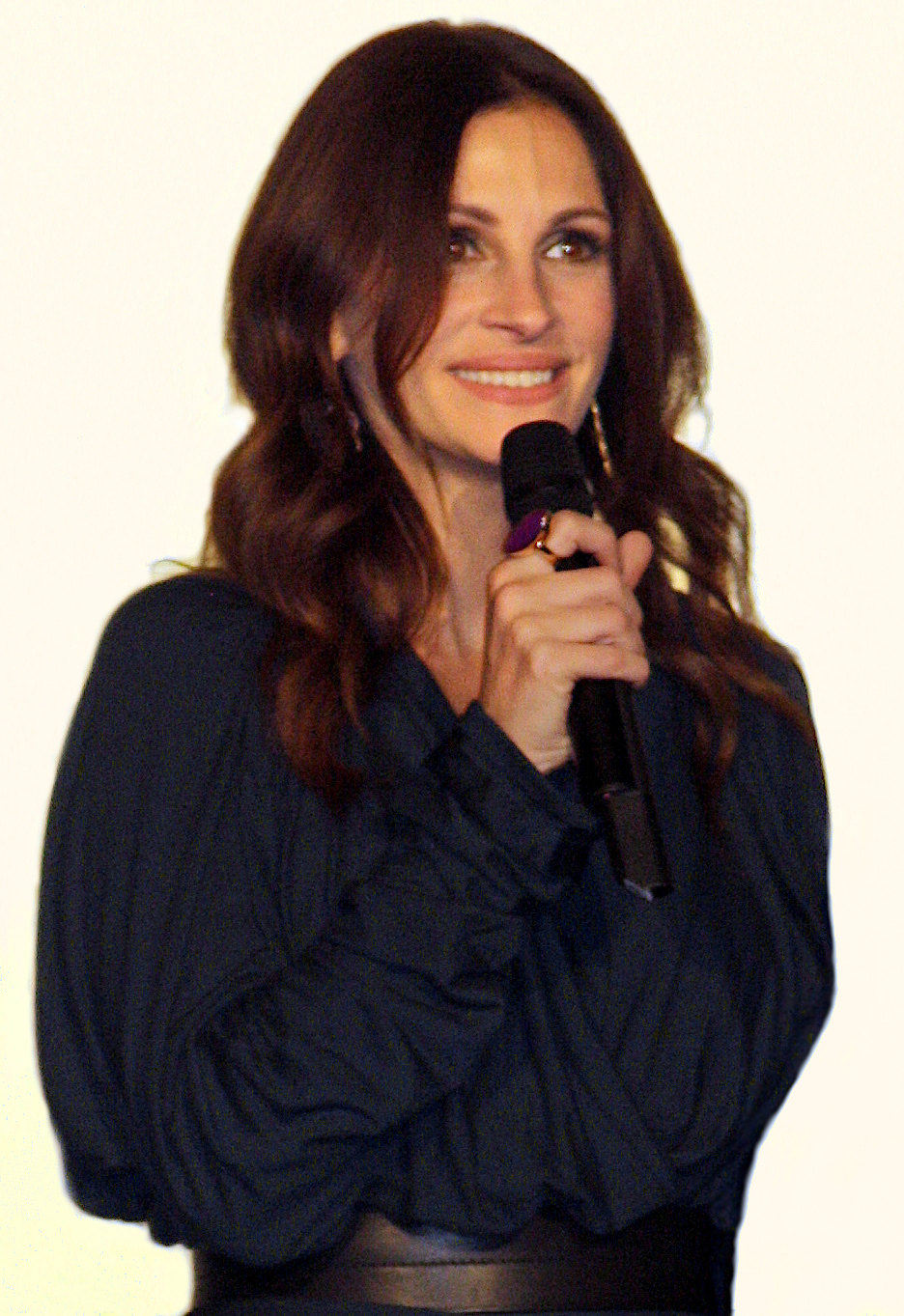
Roberts quảng bá Eat Pray Love tại Paris năm 2010

Ghi chú
| Films that have not yet been released | Phim chưa phát hành |

| Năm  | Tiêu đề                         | Vai diễn                           | Ghi chú                                  |
| ---- | ------------------------------- | ---------------------------------- | ---------------------------------------- |
| 1987 | Firehouse                       | Babs                               | Không ghi nhận Phát hành trên video      |
| 1988 | Satisfaction                    | Daryle Shane                       |                                          |
| 1988 | Mystic Pizza                    | Daisy Arujo                        |                                          |
| 1989 | Blood Red                       | Marisa Collogero                   | Quay năm 1986                            |
| 1989 | Steel Magnolias                 | Shelby Eatenton Latcherie          |                                          |
| 1990 | Pretty Woman                    | Vivian Ward                        |                                          |
| 1990 | Flatliners                      | Rachel Mannus                      |                                          |
| 1991 | Sleeping with the Enemy         | Laura Williams Burney/ Sara Waters |                                          |
| 1991 | Dying Young                     | Hilary O'Neil                      |                                          |
| 1991 | Hook                            | Tinker Bell                        |                                          |
| 1992 | The Player                      | Chính cô                           | Khách mời                                |
| 1993 | The Pelican Brief               | Darby Shaw                         |                                          |
| 1994 | I Love Trouble                  | Sabrina Peterson                   |                                          |
| 1994 | Prêt-à-Porter                   | Anne Eisenhower                    |                                          |
| 1995 | Something to Talk About         | Grace King Bichon                  |                                          |
| 1996 | Mary Reilly                     | Mary Reilly                        |                                          |
| 1996 | Michael Collins                 | Kitty Kiernan                      |                                          |
| 1996 | Everyone Says I Love You        | Von                                |                                          |
| 1997 | My Best Friend's Wedding        | Julianne Potter                    |                                          |
| 1997 | Conspiracy Theory               | Alice Sutton                       |                                          |
| 1998 | Stepmom                         | Isabel Kelly                       | Cũng là nhà điều hành sản xuất           |
| 1999 | Notting Hill                    | Anna Scott                         |                                          |
| 1999 | Runaway Bride                   | Maggie Carpenter                   |                                          |
| 2000 | Erin Brockovich                 | Erin Brockovich                    |                                          |
| 2001 | The Mexican                     | Samantha Barzel                    |                                          |
| 2001 | America's Sweethearts           | Kiki Harrison                      |                                          |
| 2001 | Ocean's Eleven                  | Tess Ocean                         |                                          |
| 2002 | Grand Champion                  | Jolene                             |                                          |
| 2002 | Full Frontal                    | Francesca/Catherine                |                                          |
| 2002 | Confessions of a Dangerous Mind | Patricia Watson                    |                                          |
| 2003 | Mona Lisa Smile                 | Katherine Ann Watson               |                                          |
| 2004 | Tell Them Who You Are           | Herself                            |                                          |
| 2004 | Closer                          | Anna Cameron                       |                                          |
| 2004 | Ocean's Twelve                  | Tess Ocean                         |                                          |
| 2006 | The Ant Bully                   | Hova                               | Lồng tiếng                               |
| 2006 | Charlotte's Web                 | Charlotte the Spider               | Lồng tiếng                               |
| 2007 | Charlie Wilson's War            | Joanne Herring                     |                                          |
| 2008 | Fireflies in the Garden         | Lisa Taylor                        |                                          |
| 2008 | Kit Kittredge: An American Girl | —                                  | Nhà điều hành sản xuất                   |
| 2009 | Duplicity                       | Claire Stenwick                    |                                          |
| 2010 | Valentine's Day                 | Captain Kate Hazeltine             |                                          |
| 2010 | Eat Pray Love                   | Elizabeth Gilbert                  |                                          |
| 2011 | Jesus Henry Christ              | —                                  | Nhà điều hành sản xuất                   |
| 2011 | Love, Wedding, Marriage         | Ava's Therapist                    | Lồng tiếng                               |
| 2011 | Larry Crowne                    | Mercedes Tainot                    |                                          |
| 2012 | Mirror, Mirror                  | Queen Clementianna                 |                                          |
| 2013 | August: Osage County            | Barbara Fordham                    |                                          |
| 2014 | The Normal Heart                | Emma Brookner                      |                                          |
| 2015 | Secret in Their Eyes            | Jess Cobb                          |                                          |
| 2016 | Mother's Day                    | Miranda                            |                                          |
| 2016 | Money Monster                   | Patty Fenn                         |                                          |
| 2017 | Wonder                          | Isabel Pullman                     |                                          |
| 2017 | Smurfs: The Lost Village        | Smurf Willow                       | Lồng tiếng                               |
| 2018 | Ben Is Back                     | Holly Burns                        |                                          |
| 2022 | Tấm Vé Đến Thiên Đường          | Georgia Cotton                     | Đồng thời là nhà sản xuất                |
| TBA  | Leave the World Behind          | Amanda                             | Đang ghi hình; đồng thời là nhà sản xuất |

## Truyền hình
| Năm       | Tiêu đề                                   | Vai diễn                                | Ghi chú                                           |
| --------- | ----------------------------------------- | --------------------------------------- | ------------------------------------------------- |
| 1982-1986 | Knight Power                              | Laura (voice)                           | Recurring Role                                    |
| 1987      | Crime Story                               | Tracy                                   | Tập: "The Survivor"                               |
| 1988      | Miami Vice                                | Polly Wheeler                           | Tập: "Mirror Image"                               |
| 1988      | Baja Oklahoma                             | Candy Hutchins                          | Phim truyền hình                                  |
| 1995      | Before Your Eyes: Angelie's Secret        | Người dẫn chuyện                        | Phim truyền hình                                  |
| 1996      | Friends                                   | Susie Moss                              | Tập: "The One After the Superbowl"                |
| 1998      | Murphy Brown                              | Chính cô                                | Tập: "Never Can Say Goodbye"                      |
| 1999      | Law & Order                               | Katrina Ludlow                          | Tập: "Empire"                                     |
| 2000      | Silent Angels: The Rett Syndrome Story    | Người dẫn chuyện                        |                                                   |
| 2000      | Nature                                    | Chính cô                                | Tập: "Wild Horses of Mongolia with Julia Roberts" |
| 2003      | Queens Supreme                            | —                                       | Nhà điều hành sản xuất                            |
| 2003      | Freedom: A History of US                  | Virginia Eyewitness/ Appleton's Journal | 2 tập                                             |
| 2004      | Samantha: An American Girl Holiday        | —                                       | Nhà điều hành sản xuất Phim truyền hình           |
| 2005      | Felicity: An American Girl Adventure      | —                                       | Nhà điều hành sản xuất Phim truyền hình           |
| 2006      | Beslan: Three Days In September           | Người dẫn chuyện                        | Phim tài liệu                                     |
| 2006      | Molly: An American Girl on the Home Front | —                                       | Nhà điều hành sản xuất Phim truyền hình           |
| 2011      | Extraordinary Moms                        | Người giới thiệu                        | Phim tài liệu Nhà điều hành sản xuất              |
| 2014      | Makers: Women Who Make America            | Người dẫn chuyện                        | Tập: "Women in Hollywood"                         |
| 2017      | Running Wild with Bear Grylls             | Chính cô                                | Tập: Julia Roberts"                               |
| 2018      | Homecoming                                | Heidi Bergman                           | 10 tập; đồng điều hành sản xuất                   |
| 2022      | Gaslit                                    | Martha Mitchell                         | 8 tập; đồng điều hành sản xuất                    |